# کانی استخوانی

عکس میکروسکوپ الکترونی از فیبر های کلاژن کانی شده (بزرگنمایی ده هزار برابر)

کانی استخوانی (انگلیسی: Bone mineral) به بخش معدنی در بافت استخوان گفته می‌شود. مقاومت فشاری استخوان ناشی از وجود کانی استخوانی است. کانی استخوانی از کربنه‌شدن هیدروکسی آپاتیت با درجهٔ بلورشدگی کم پدید می‌آید.